# Marta Dassù
Marta Dassù (Milano, 8 marzo 1955) è una politologa, storica e editorialista italiana, è stata viceministro degli affari esteri dal 27 marzo 2013 al 22 febbraio 2014 nei governi Monti e Letta.

## Biografia
Marta Dassù è sorella di due golfisti, Baldovino Dassù e Federica Dassù: lei è invece stata una tennista di buon livello e attualmente gioca nella categoria over.
Si è laureata in Storia contemporanea all'Università degli Studi di Firenze. Studiosa di politica internazionale, è stata direttrice generale delle attività internazionali di Aspen Institute Italia, presieduto da Giulio Tremonti, fino al novembre 2011, oltre ad essere direttrice della rivista di affari internazionali Aspenia edita dallo stesso istituto. Dal 2013 è giornalista pubblicista, iscritta all'Ordine dei Giornalisti del Lazio.
Dal 1998 al 2001 è stata consigliera per la politica estera del Presidente del Consiglio dei ministri nel governo D'Alema I, D'Alema II e nel governo Amato II.
Ha insegnato Sociologia delle Relazioni Internazionali e Giornalismo Internazionale all'Università degli Studi di Roma "La Sapienza".
Nel 2006-2008 è stata Responsabile del Gruppo di riflessione strategica del Ministero degli affari esteri, un gruppo formato da accademici, diplomatici, militari, ricercatori e politici, voluto dall'allora ministro degli esteri Massimo D'Alema per ridefinire e ammodernare gli obiettivi e le strategie della politica estera italiana nel nuovo scenario globale .
È stata direttrice del Centro Studi di Politica Internazionale (CeSPI), fa parte del Comitato Direttivo dell'Istituto affari internazionali, del Comitato scientifico di Confindustria, del Board dell'European Policy Centre, dell'International Institute for Strategic Studies e dell'European Council on Foreign Relations. È componente della Fondazione Italia USA ed è Vicepresidente del Centro Studi Americani. Scrive come editorialista su vari quotidiani e periodici tra cui il Corriere della Sera e Il Sole 24 Ore. Dal novembre 2010 collabora con La Stampa, e dal 15 maggio 2020 inizia a collaborare con Repubblica.
Il 28 novembre 2011 è stata nominata sottosegretaria di stato al Ministero degli affari esteri nel Governo Monti, giurando il giorno successivo. Il 27 marzo 2013 è stata nominata insieme al collega Staffan de Mistura viceministro degli esteri, in seguito alle dimissioni del ministro Giulio Terzi di Sant'Agata per il caso dei marò italiani in India.
Il 3 maggio seguente è stata nominata viceministro degli affari esteri sotto il Ministro Emma Bonino nel Governo Letta.
Nel 2014 viene nominata dal Governo Renzi nel consiglio di amministrazione di Leonardo-Finmeccanica, carica che ricopre fino al 2016. Nell'occasione di Expo 2015 a Milano è stata nominata Executive President dell'iniziativa WE-Women for Expo.
Nel 2020 è stata scelta dal segretario generale della NATO Jens Stoltenberg per unirsi a un gruppo di esperti per sostenere il suo lavoro in un processo di riflessione per rafforzare ulteriormente la dimensione politica della NATO.
È membro della Commissione Trilaterale e del comitato esecutivo dell'Aspen Institute, di cui è Senior Advisor European Affairs nonché direttrice di Aspenia, rivista della suddetta organizzazione
Fa attualmente parte del comitato scientifico della LUISS School of Government di Roma.

## Opere
- La frontiera difficile. Evoluzione e prospettive delle relazioni tra Urss e Cina. Una ricerca del CeSPI, con Giuseppe Boffa, Enrica Collotti Pischel, Gianluca Devoto, Herbert J. Ellison, Jacques Lévesque, Giuseppe Regis, Lapo Sestan, Alberto Toscano, Roma, Editori riuniti, 1986. ISBN 88-359-2929-6.
- Gorbačëv e l'area del Pacifico, in La politica estera della perestrojka. L'URSS di fronte al mondo da Brežnev a Gorbačëv, a cura di Lapo Sestan, Roma, Editori riuniti, 1988. ISBN 88-359-3213-0.
- La Cina di Deng Xiaoping. Il decennio delle riforme: dalle speranze del dopo-Mao alla crisi di Tiananmen, a cura di e con Tony Saich, Roma, Edizioni associate, 1991. ISBN 88-267-0095-8.
- The reform decade in China. From hope to dismay, edited by and with Tony Saich, London-New York-Rome, Kegan Paul international-Centro studi di politica internazionale, 1992. ISBN 071030417X.
- Pax pacifica? Il futuro della sicurezza asiatica e le nuove responsabilità dell'Europa, a cura di, Milano, F. Angeli, 1997. ISBN 88-204-9968-1.
- Guida ai paesi dell'Europa centrale, orientale e balcanica. Annuario politico-economico, a cura di e con Stefano Bianchini, Milano, Guerini e associati, 1998; Bologna, Il mulino, 1999; 2000; 2001.
- Oriente in rosso. La Cina e la crisi asiatica, a cura di, Milano, Guerini, 1999. ISBN 88-7802-890-8.
- Conflicts in the 21st Century, edited by and with Lucia Annunziata, Roma, Aspen institute Italia, 2002.
- L'annus horribilis 2003, in "RPS. La rivista delle politiche sociali", n. 1, Quale Europa, quante Europe sociali?, Roma, Ediesse, 2004.
- Mondo privato e altre storie. Taccuino poco diplomatico, Torino, Bollati Boringhieri, 2009. ISBN 978-88-339-1989-8.
- Anglo Nostalgia. The politics of emotion in a fractured West, con Edoardo Campanella, Hurst and Oxford University Press, 2019
- L'età della nostalgia: l'emozione che divide l'Occidente, con Edoardo Campanella, Egea, 2020